# Oskar Uhlig
Oskar Uhlig war ein deutscher Eiskunstläufer, der im Einzellauf startete. Er ist der erste Eiskunstlaufeuropameister der Geschichte. 
Uhlig startete für den Berliner Eislaufverein 1886. 1891 in Hamburg gewann er die erste Eiskunstlauf-Europameisterschaften der Geschichte deutlich vor seinen Landsmännern Anon Schmitson und Franz Zilly. 
1893 wurde er zum Vorsitzenden des Berliner Eislaufvereins, für den er gestartet war, gewählt. 1894 war er als Schiedsrichter für Eisschnelllaufveranstaltungen tätig und 1909 als Punktrichter bei der Eiskunstlauf-Weltmeisterschaft.

## Ergebnisse
| Wettbewerb / Jahr     | 1891 |
| --------------------- | ---- |
| Europameisterschaften | 1.   |

| Personendaten    | Personendaten            |
| ---------------- | ------------------------ |
| NAME             | Uhlig, Oskar             |
| KURZBESCHREIBUNG | deutscher Eiskunstläufer |
| GEBURTSDATUM     | 19. Jahrhundert          |
| STERBEDATUM      | nach 1909                |